# Castillo de Laguna de Negrillos
El castillo de Laguna de Negrillos es un inmueble de la localidad española de Laguna de Negrillos, en la provincia de León.

## Descripción
El Castillo-Alcázar de Laguna de Negrillos, se encuentra situado en el ángulo suroeste de la villa, frente el arroyo y dentro de las murallas que rodeaban a la antigua Villa, mirando su fachada principal hacia el poblado. Tiene una superficie de algo más de 1100 m² y su planta es cuadrada-trapezoidal. Posee una torre del homenaje en la esquina exterior noroeste en muy buen estado que cuenta con 5 pisos y almenado en la parte superior, la torre de la reina que está situada en la esquina noreste, dos cubos, uno en la esquina sureste y otro en la esquina suroeste que es el cubo del valle, la entrada actual está en la cara oeste a 1,5 metros de altura sobre la plaza y un adarve estrecho con restos en la zona norte y oeste.

## Historia
La primera edificación fue finalizada en los primeros años del siglo XIII lo cual se certifica así por el rey Alfonso IX de León cuando en 1205 otorga el fuero a la Villa en el que menciona la existencia de unas murallas y un castillo levantado en este lugar por ser un enclave defensivo de primer orden a los pies de la Vía de la Plata para que el Reino de León pudiera ampliar territorio hacia Extremadura. La Villa de realengo es frecuentada por el citado rey a menudo y la utiliza como base de su penetración en Castilla al morir Enrique I, a la que tiene que replegarse después de su fracaso en dicha empresa y desde la que otorga el realengo de Cofiñal a Nuño Froilaz en 1217. Como se indica, su primera función era defensiva-militar construida con cal y canto rodado cuyo torreón principal se alzaba hacia el interior del castillo.
Con la unión definitiva de los reinos de León y de Castilla (1230), Laguna pierde importancia estratégica y puede ser objeto de concesión a particulares, así sucede en el siglo XIV, según se deduce de confirmación del Fuero hecha por Fernando IV en 1303; la propiedad ha pasado a manos de doña María Fernández, “ama de la reina Doña María, mi madre y de la infanta Isabel, mi hija”. De manos de sus poseedores pasará por compra, a la de los Quiñones, a fines de este mismo siglo. El testamento otorgado en 1388 por Pedro Suárez de Quiñones, por el que instituye heredero a su sobrino Diego, contiene una cláusula que se refiere a la adquisición de Laguna de Negrillos; por ello sabemos que esta villa era poseída por una monja, pariente del adelantado, que vivía en Madrid y se llamaba Leonor Fernández, a medias con Mari Gutiérrez de Quixada, y que él había comprado su derechos a las dos señoras, a la monja en 50.000 maravedís y a la otra señora en 60.000, que había abonado la suma integra a la Quizada, pero le faltaba pagar 25.000 a la monja. Manda a su heredero que liquide la deuda y resarza a su viuda con la mitad de las sumas abonadas, dándole facilidades para la extinción de la obligación mediante el pago diferido, aplicando las rentas y frutos de dicho lugar. 
De esta manera, en el siglo XV, la Villa de Laguna de Negrillos con su señorío pasa a Diego Fernández de Quiñones y a María de Toledo, padres de Suero de Quiñones, que se hacen con la fortaleza, la cual es reconstruida y crean un castillo-palacio que usaron como residencia temporal. Al alcázar de Laguna de Negrillos, se retiró a descansar Suero de Quiñones, terminado el Passo Honroso y desde donde emprendió la peregrinación a Santiago en acción de gracias. Donde Doña María de Toledo, muerto su marido y presos sus hijos, Pedro y Suero, se alza contra el poder real, haciendo precisa la venida en persona del rey Juan II para someterse en 1448. 
Declaración BIC
El castillo, fue declarado Bien de Interés Cultural el 22 de abril de 1949 y desde 1993 es propiedad municipal. Actualmente se encuentra en una ruina progresiva en todo su conjunto con hundimientos, derrumbamientos y deterioro de parámetros y elementos defensivos y decorativos por la falta de inversiones en su conservación y restauración. Poseía adarves, saeteras, torres de flanqueo, letrinas, varios cubos y torre del homenaje que aún sigue en pie. Desde el 20 de febrero de 2008, aparece en la Lista Roja de Patrimonio de la asociación Hispania Nostra. Está catalogado con el N.º 26 en el Inventario de Protección de Patrimonio Cultural Europeo. Las últimas obras de conservación se realizaron en 2009 dotando a la fortaleza de una puerta de arco gótico y se reforzó el cubo del valle que amenazaba con su derrumbamiento en la fachada principal que mira a la Villa.

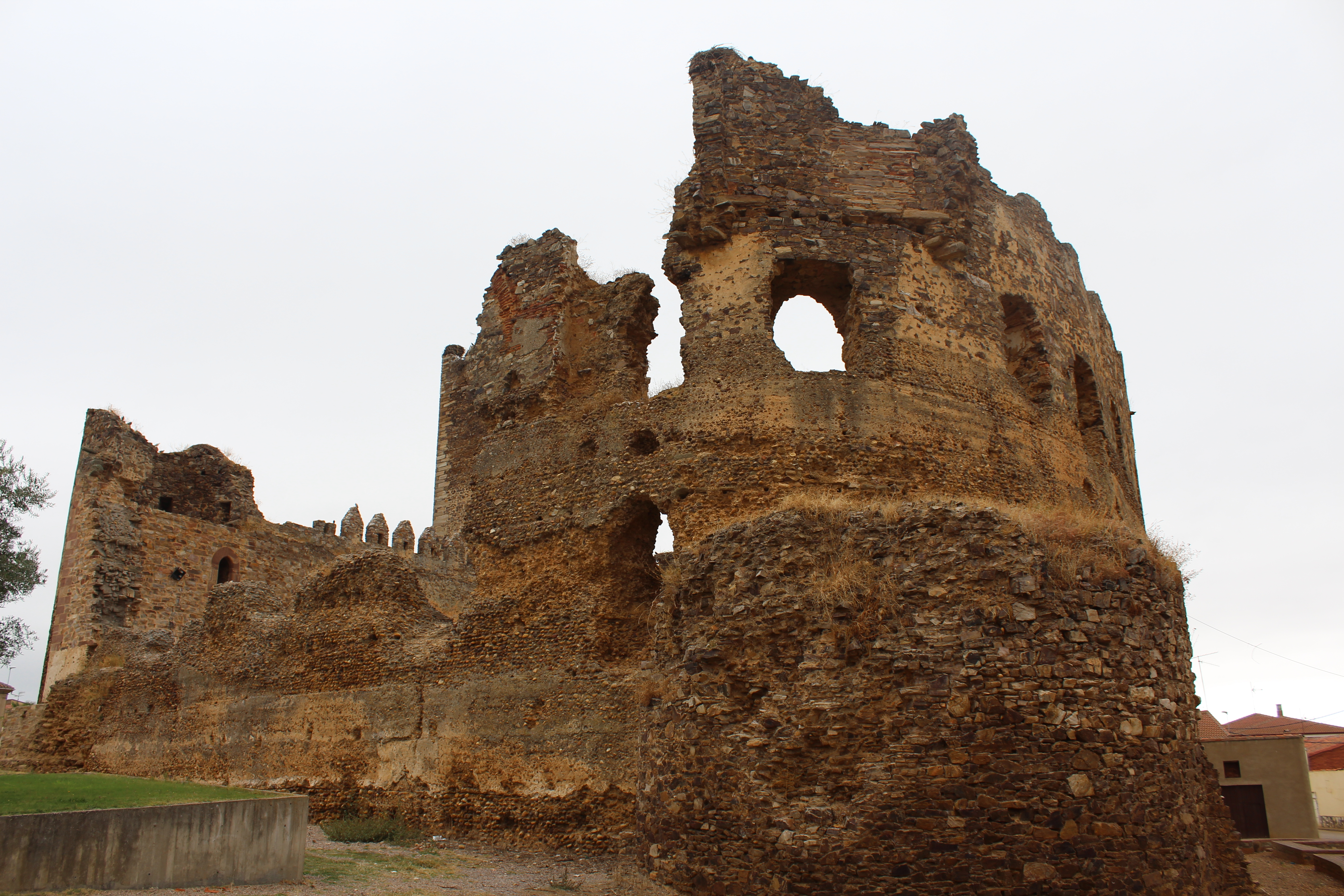
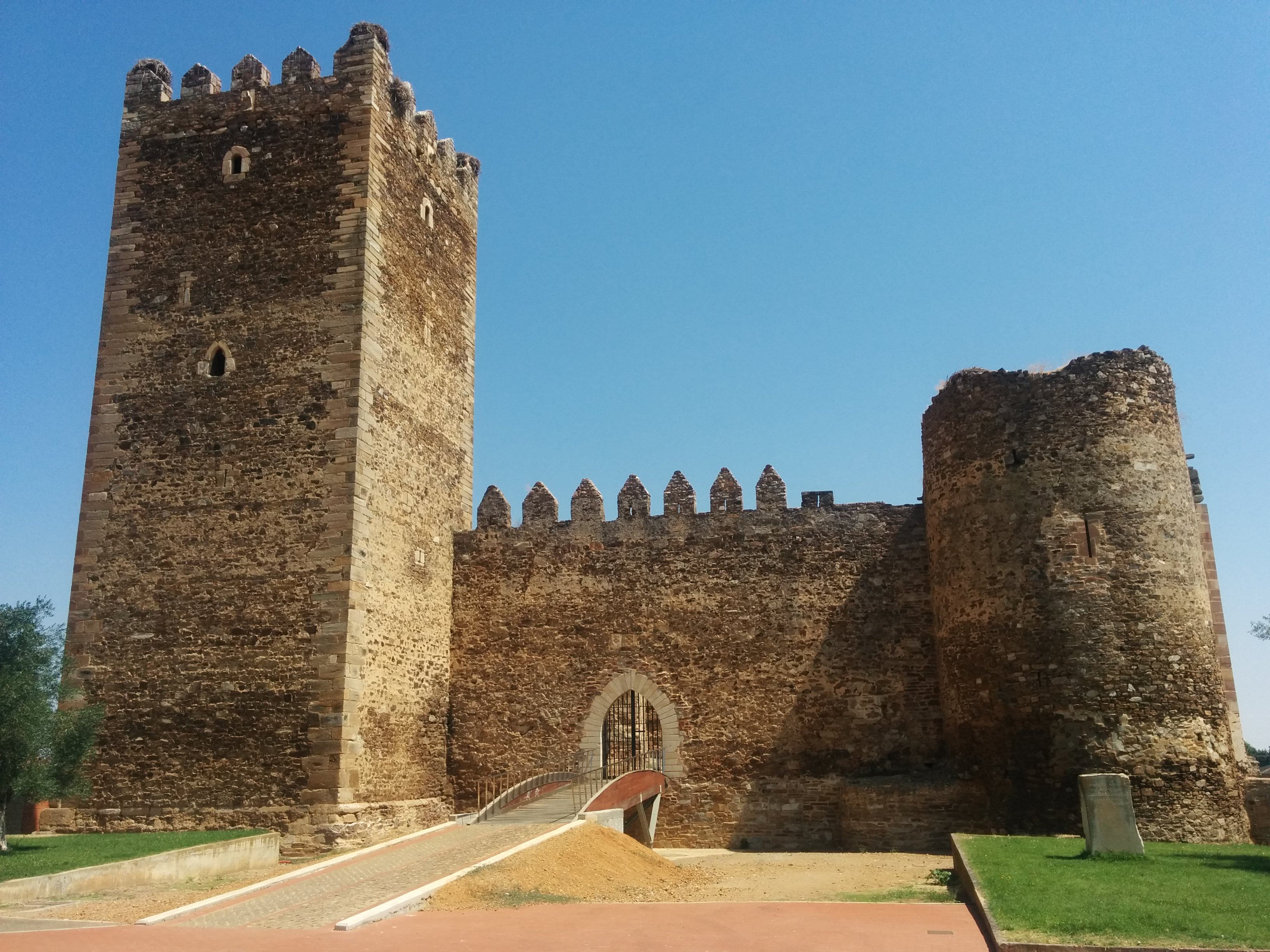
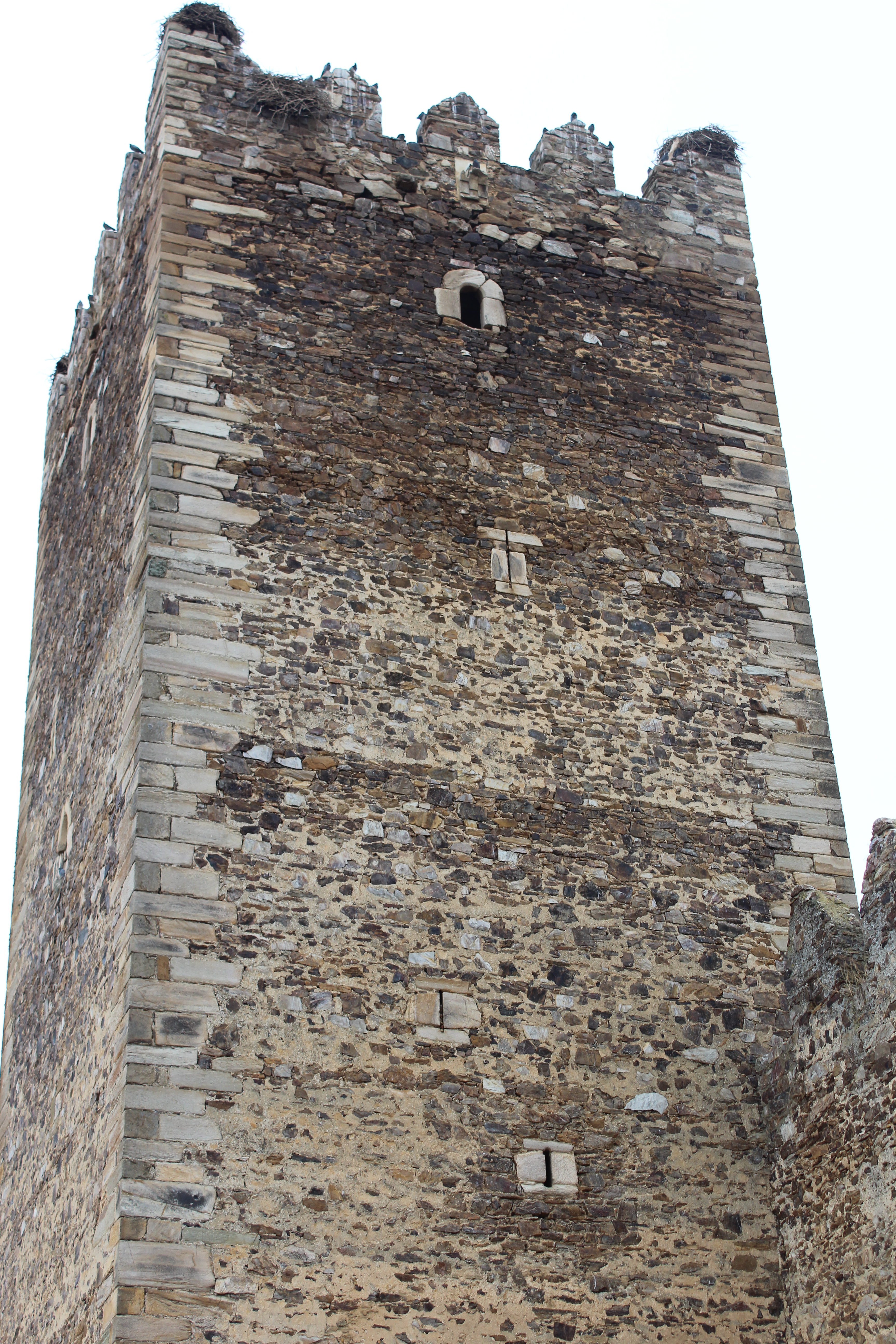
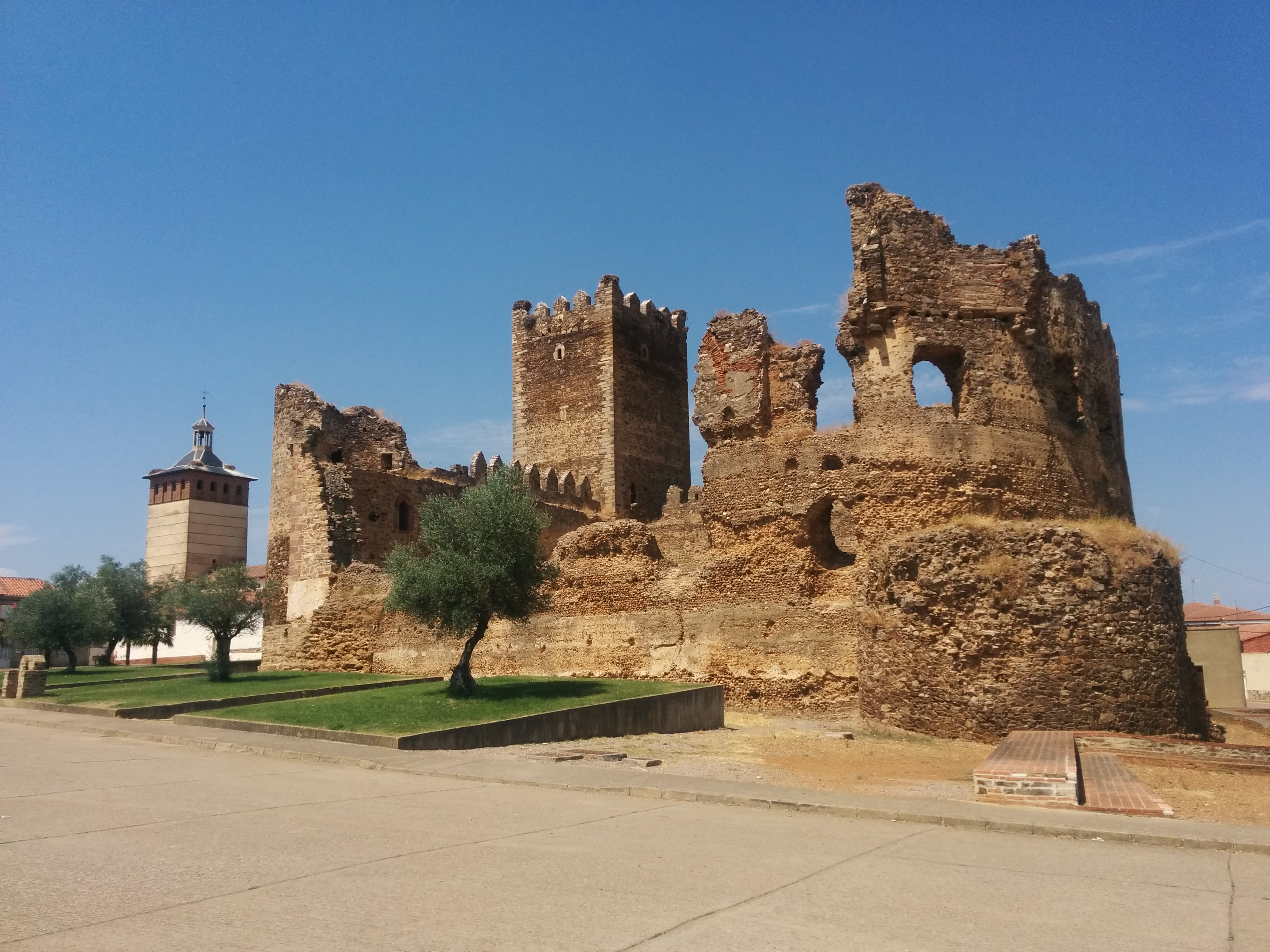